# برنارد جونز (بازیکن فوتبال، زاده ۱۹۳۴)
برنارد جونز (انگلیسی: Bernard Jones؛ زادهٔ ۱۰ آوریل ۱۹۳۴) بازیکن فوتبال اهل بریتانیا است.
از باشگاه‌هایی که در آن بازی کرده‌است می‌توان به باشگاه فوتبال کاردیف سیتی اشاره کرد.